# Мир одного дня
«Мир одного дня» (англ. Dayworld) — научно-фантастическая трилогия писателя Филипа Хосе Фармера (Philip José Farmer).
В целях борьбы с растущим перенаселением человечество поделили на семь частей. Каждый имеет право жить один день в неделю — скажем, вторник, — а остальное время обязан проводить в анабиозе. Вполне логичное предложение — одной седьмой человечества и пищи, и места требуется в семеро меньше. Есть, конечно, и мелкие неудобства — вроде семи пап римских или двойного календаря — объективного и субъективного.
Главный герой достигает своей цели — жить ежедневно — за счет расщепления собственной личности на семь независимых частей. Но нарушения привычного ритма жизни одной из личностей передается другим, покуда весь мир семи образов Джеффа Кэйрда не рассыпается в прах. Бунт Кэйрда против системы тотального контроля оборачивается даже не разрушением, а саморазрушением, потому что сознания героя всего лишь отображает шизофрению общества, в котором он живёт. Этот бунт, в сущности, эгоистичен, Кэйрд готов разрушить все ради собственного спасения, в то же время бессознательно пытаясь сохранить status quo.
Безумие Кэйрда вырывается наружу, сметая невыносимо логичный (а ведь логика, доведенная до абсурда, является одним из характерных симптомов шизофрении), правильный и бессердечный окружающий мир. Сложность сюжетных перипетий заставляют вспомнить лучшие романы Альфреда Ван Вогта.

## Книги серии
- Dayworld (1985) Мир одного дня [= «Мир дней», «Мир дня»]
- Dayworld Rebel (1987) Мир одного дня: Бунтарь [= «Мятеж», «Бунтарь мира дней», «Восставший в Мире Дня», «Мир дня: Мятеж», «Мир дня: Протест»]
- Dayworld Breakup (1990) Мир одного дня: Распад [= «Распад мира дней», «Разруха в Мире Дня», «Мир дня: Распад»]